# توشیهیکو سکی
توشیهیکو سکی (انگلیسی: Toshihiko Seki; ۱۱ ژوئن ۱۹۶۲ – ) صداپیشگی در ژاپن، خواننده، و بازیگر تئاتر اهل ژاپن بود. وی از سال ۱۹۸۳ میلادی تاکنون مشغول فعالیت بوده‌است.